# Gobbledygook
『gobbledygook』（ゴブルディグーク）は、川本真琴の2枚目のアルバム。

## 解説
デビューアルバム『川本真琴』から4年近くの長いインターバルで発売された2枚目のアルバム。前作以降に発売されたシングル曲を収録している。
シングル既発売曲を除き、前作の石川鉄男に代わって安原兵衛が主にサウンドプロデュースを務めている。1、5、7、14曲目は短いインスト。
当時の女性シンガーソングライターとしては珍しい、DAWによるサンプリングとエディットを多用した複雑な編曲が特徴である。
2014年に本人監修による最新リマスタリングを施して高音質CD Blu-spec CD2でアルバム『川本真琴』と共に復刻された。

## 収録曲
| 全作詞: 川本真琴。 |                                                           |          |            | |       |
| #                  | タイトル                                                  | 作詞     | 作曲       | サウンドプロデュース                                                                                           | 時間  |
| 1.                 | 「Hello♥」(インストゥルメンタル)                          | 川本真琴 |            | | 0:31  |
| 2.                 | 「ギミーシェルター（original edit）」(8枚目のシングル)    | 川本真琴 | 川本真琴   | 安原兵衛・GUITAR VADER・川本真琴                                                                               | 3:31  |
| 3.                 | 「キャラメル」                                            | 川本真琴 | 川本真琴   | Nobbie Tousant・川本真琴                                                                                       | 3:25  |
| 4.                 | 「OCTOPUS THEATER」                                       | 川本真琴 | 川本真琴   | 安原兵衛・川本真琴                                                                                             | 3:41  |
| 5.                 | 「ハーツソーパ」(インストゥルメンタル)                    | 川本真琴 |            | 安原兵衛 | 0:33  |
| 6.                 | 「ピカピカ」(5枚目のシングル)                             | 川本真琴 | 川本真琴   | 石川鉄男 | 5:09  |
| 7.                 | 「ブレインシュガー」(インストゥルメンタル)                | 川本真琴 |            | 安原兵衛 | 1:59  |
| 8.                 | 「月の缶（sweet edit）」(6枚目のシングルのカップリング曲) | 川本真琴 | 川本真琴   | 安原兵衛・川本真琴                                                                                             | 3:26  |
| 9.                 | 「FRAGILE」(7枚目のシングル)                              | 川本真琴 | 磯野栄太郎 | ベーシックトラックアレンジ：磯野栄太郎 ストリングスアレンジ：デヴィッド・キャンベル コーラスアレンジ：川本真琴 | 10:51 |
| 10.                | 「ドライブしようよ」                                      | 川本真琴 | 川本真琴   | 安原兵衛・川本真琴                                                                                             | 4:51  |
| 11.                | 「微熱」(6枚目のシングル)                                 | 川本真琴 | 川本真琴   | 石川鉄男 | 5:21  |
| 12.                | 「桜（album mix）」(4枚目のシングル)                      | 川本真琴 | 川本真琴   | 石川鉄男 | 5:18  |
| 13.                | 「TOKYO EXPLOSION JP」                                    | 川本真琴 | 川本真琴   | 大野宏明・川本真琴                                                                                             | 4:51  |
| 14.                | 「Hello☆」(インストゥルメンタル)                          | 川本真琴 |            | | 0:33  |
| 15.                | 「雨に唄えば」                                            | 川本真琴 | 川本真琴   | 安原兵衛・Nobbie Tousant・川本真琴                                                                             | 4:43  |